# 정하음
정하음(1994년 2월 23일 ~)은 대한민국의 피트니스모델, 가수다.

## 방송
- 내일은 미스트롯 (2019) - Top94

## 음반
- 오빠오빠나 (2018)
- 둘이 (2018)

## 공연
- B성년 (2014)
- 라이겐 - 10가지에피소드 (2014)
- 개천의 용간지 (2014)
- 그놈을 잡아라 (2014~2015)
- 어둠속의 햄릿 (2015)
- 블링블링 (2016)

## 경력
- PCA KOREA 진행

## 수상
- 맥스큐 머슬마니아 피트니스 챔피언십 한국대회 미즈 비키니 쇼트 1위 (2017)